# Gino Colaussi
Gino Colaussi (ursprünglich Luigi Colàusig; * 4. März 1914 in Gradisca d’Isonzo, Österreich-Ungarn; † 27. Juli 1991 in Opicina, Italien) war ein italienischer Fußballspieler.
Während seiner aktiven Laufbahn spielte er als linker Außenstürmer, seine größten Stärken waren seine Schnelligkeit und seine großartige Schusskraft.
Noch heute gilt er, zusammen mit seinen Weggefährten Nereo Rocco und Piero Pasinati, als eine der größten Fußballlegenden Triests. Im heutigen Stadion seiner US Triestina, dem Stadio Nereo Rocco, ist die Ehrentribüne nach ihm benannt.

## Karriere

### Im Verein
Gino Colaussi begann seine Karriere bei der US Triestina. In jungen Jahren musste er mit einem alten Fahrrad den Weg von seinem Heimatort bis nach Triest fahren, um am Training teilnehmen zu können. Aufgrund seiner großartigen fußballerischen Fähigkeiten debütierte er in der Saison 1930/31 unter dem Ungarn István Tóth-Potya, im Alter von gerade einmal 16 Jahren, beim 1:6 gegen die AGC Bologna in der Serie A. In den folgenden zehn Spielzeiten absolvierte Colaussi für die Triestina 275 Partien, in denen er 47 Tore erzielte.
Im Sommer 1940 wechselte Colaussi zu Juventus Turin, wo er zwei Jahre spielte. Bei Juve konnte er die hohen Erwartungen, die Fans und Presse in ihn setzten, jedoch nicht erfüllen. Ein Journalist beschrieb ihn gar mit „Colaussi ist schon eine ausgepresste Zitrone.“ In Turin erzielte er sieben Tore in 47 Spielen und feierte in der Saison 1941/42 mit dem Gewinn der Coppa Italia seinen einzigen Erfolg auf Vereinsebene.
In der Saison 1942/43 spielte Gino Colaussi für ACIVI Vicenza, danach unterbrach der Zweite Weltkrieg seine Karriere. Nach dem Krieg versuchte er bei Calcio Padova in der Serie B noch einmal einen Neuanfang. Dieser verlief jedoch enttäuschend, deshalb beendete er nach einem Jahr dort seine Karriere.
Nach seinem Karriereende, versuchte Colaussi als Trainer Fuß zu fassen, hatte dabei aber keinen Erfolg.

### In der Nationalmannschaft
Den größten Erfolg seiner Karriere feierte Gino Colaussi mit der Nationalmannschaft. Unter Trainer Vittorio Pozzo wurde er 1938 in Frankreich Weltmeister. Beim 4:2 im Finale gegen Ungarn gelangen ihm dabei zwei seiner insgesamt vier Turniertreffer. 
Insgesamt absolvierte Colaussi zwischen 1935 und 1940 26 Länderspiele für Italien und erzielte dabei 15 Tore.

## Erfolge
- Europapokal der Nationalmannschaften: 1933–1935
- Weltmeister: 1938
- Coppa Italia: 1941/42